# Konispol
Konispol è un comune albanese situato nella prefettura di Valona; è il comune più a sud dell'Albania
In seguito alla riforma amministrativa del 2015, sono stati accorpati a Konispol i comuni di Markat e Xarrë, portando la popolazione complessiva a 8 245 abitanti (dati censimento 2011).
È situata a solo un chilometro dal confine greco-albanese ed a circa 20 dal trafficato porto ellenico di Igoumenitsa.
Il comune è considerato parte della regione storica della Ciamuria e vi si trova un monumento in memoria dell'espulsione dall'Epiro (oggi in Grecia) della popolazione locale di lingua albanese alla fine della seconda guerra mondiale.
È il comune più meridionale di tutta l'Albania.

## Storia
La zona è abitata fin dalla preistoria. Nel 1992 sono state scoperte grotte a nord della città che testimoniano la presenza dell'uomo dal paleolitico superiore all'età del ferro.

## Economia
La regione è essenzialmente agricola, nota in ambito locale la viticoltura.